# Braux, Alpes-de-Haute-Provence
Braux är en kommun i departementet Alpes-de-Haute-Provence i regionen Provence-Alpes-Cote d'Azur i sydöstra Frankrike. Kommunen ligger  i kantonen Annot som ligger i arrondissementet Castellane. År 2022 hade Braux 134 invånare.

## Befolkningsutveckling
Antalet invånare i kommunen Braux
Referens: INSEE